# Leucopis sziladyi
Leucopis sziladyi är en tvåvingeart som beskrevs av Aczel 1937. Leucopis sziladyi ingår i släktet Leucopis och familjen markflugor. Inga underarter finns listade i Catalogue of Life.